# Albrecht Wagner (Physiker)

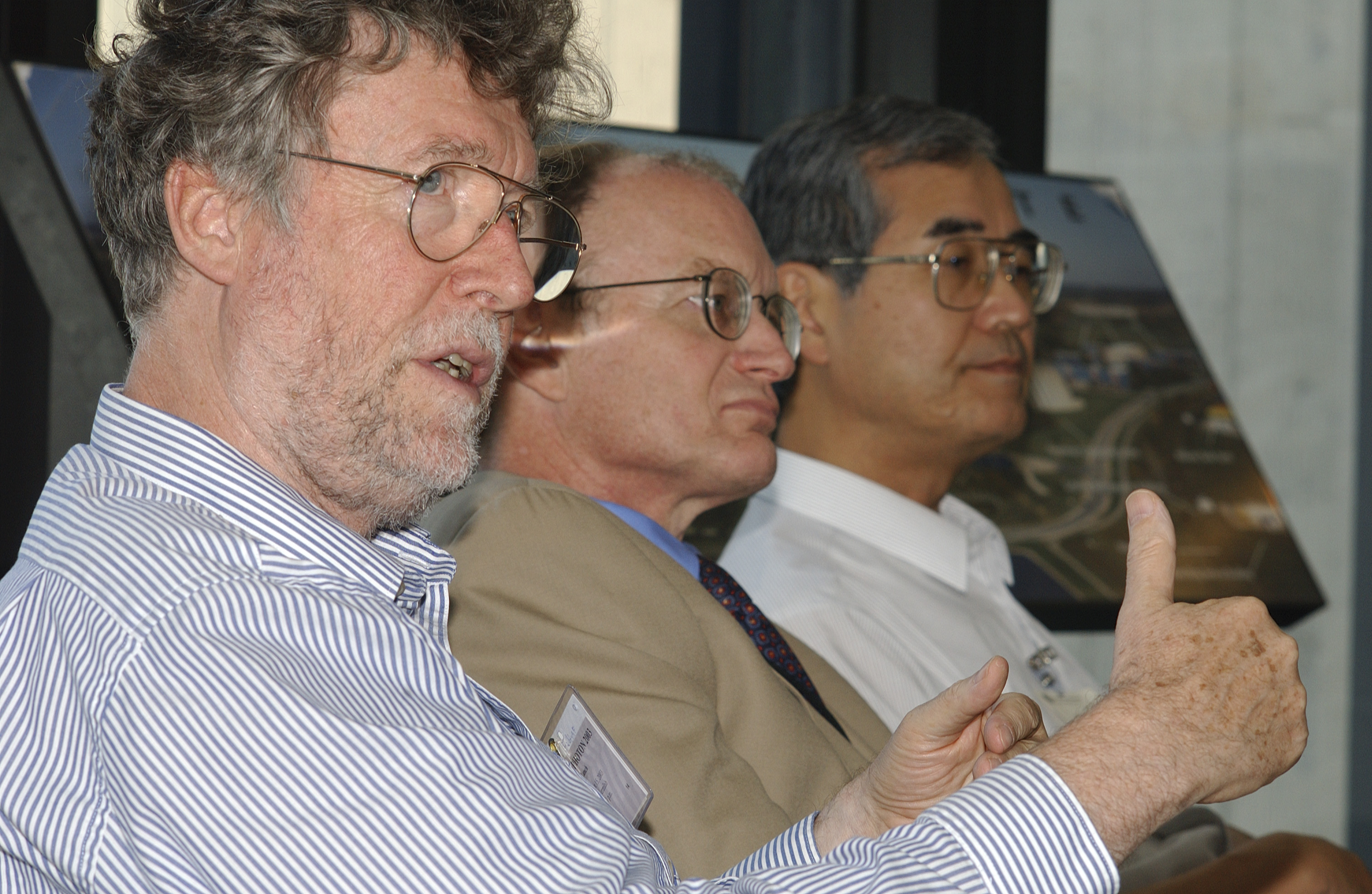
Albrecht Wagner, Michael Witherell und Yōji Totsuka, 2003

Albrecht Wagner (* 13. Februar 1941 in München) ist ein deutscher Physiker und Hochschullehrer. Sein Spezialgebiet ist die Hochenergiephysik.

## Wissenschaftlicher Werdegang
Wagner begann 1960 sein Physikstudium zunächst an der Technischen Universität München. Später studierte er an der Georg-August-Universität Göttingen sowie an der Ruprecht-Karls-Universität Heidelberg, an der er promovierte. Als wissenschaftlicher Mitarbeiter war er an der Universität Heidelberg und dem Lawrence Berkeley National Laboratory tätig. Von 1974 bis 1986 forschte er an Experimenten am DORIS- und PETRA-Speicherring des Deutschen Elektronen-Synchrotrons (DESY) sowie von 1982 bis 1999 an Experimenten des CERN, dem Europäischen Zentrum für Teilchenphysik. 1984 wurde er Professor an der Universität Heidelberg, 1991 nahm er einen Lehrstuhl an der Universität Hamburg an. Im gleichen Jahr wurde ihm zusätzlich die Leitung der Forschungsabteilung des DESY übertragen. Diese Position hatte er bis 1999 inne, als er in Nachfolge von Bjørn Wiik zum Vorsitzenden des DESY-Direktoriums ernannt wurde. Dieses Amt übte er bis Februar 2009 aus. Von 2008 bis 2020 war er Vorsitzender des Hochschulrats der Universität Hamburg, von 2010 bis 2020 war er Mitglied des Kuratoriums der Joachim Herz Stiftung.

## Forschungsschwerpunkte
Wagners Forschungsarbeit konzentriert sich auf die Untersuchung von Elementarteilchen, insbesondere ihrer Eigenschaften in hochenergetischen Elektron-Positron-Kollisionen, sowie der Planung und Entwicklung von Teilchendetektoren, um derartige Kollisionen aufzuzeichnen. So war Wagner seit 1982 an Planung, Konstruktion und Betrieb des OPAL-Detektors am LEP-Speicherring des CERN beteiligt. Von 1991 an konzentrierte er sich auf die Physik an Elektron-Positron-Linearbeschleunigern, wie zum Beispiel der TESLA-Anlage.

## Mitgliedschaften (Auswahl) und Auszeichnungen
Wagner war Mitarbeiter vieler Forschungskollaborationen auf der ganzen Welt. Er fungierte u. a. als wissenschaftlicher Berater des Bundesministeriums für Bildung und Forschung, des CERN, beim (aus finanziellen Gründen nicht verwirklichten) amerikanischen Beschleuniger-Projekt Superconducting Super Collider, am Forschungszentrum Karlsruhe, bei der Gesellschaft für Schwerionenforschung in Darmstadt und beim Teilchenbeschleuniger ELSA der Universität Bonn. Außerdem war er Mitglied des Nuclear Physics European Collaboration Committee (NuPECC) und des European Committee for Future Accelerators (ECFA), des wissenschaftlichen Ausschusses der Laboratori Nationali di Frascati in Italien, des wissenschaftspolitischen Ausschusses des staatlichen Wissenschafts- und Technologieprogramms „Fundamentale Kernphysik“ in Moskau und des Beirats für Leptonen-Collider des KEK in Japan. Von 2011 bis 2023 war Wagner Mitglied des Board of Counilors des Okinawa Institute of Science and Technology Graduate University OIST und von 2015 bis Juni 2023 Mitglied des Board of Governors. Von Oktober 2015 bis Januar 2016 und ein zweites Mal von Januar 2023 bis Juni 2023 war er Acting President und CEO von OIST.
Von 2001 bis 2008 war Wagner Koordinator des Forschungsbereichs Struktur der Materie und Vizepräsident der Helmholtz-Gemeinschaft, von 2005 bis 2009 Vorsitzender des TESLA Technology Collaboration Board sowie von 2006 bis 2008 Vorsitzender des International Committee for Future Accelerators (ICFA).
1994 wurde er zum Fellow der American Physical Society ernannt und er ist Fellow der European Physical Society. 2002 erhielt er die Ehrendoktorwürde der Moskauer Lomonossow-Universität. In Anerkennung seiner wissenschaftlichen Leistungen sowie seiner langjährigen Verdienste um die deutsch-slowakische Zusammenarbeit in den Naturwissenschaften wurde Wagner 2007 die Ehrendoktorwürde der Slowakischen Akademie der Wissenschaften verliehen. Ebenfalls 2007 erfolgte die Verleihung der Ehrendoktorwürde der Université Paris-Sud. 2005 wurde ihm eine Ehrenprofessur durch die Russische Akademie der Wissenschaften – Sibirische Abteilung verliehen, 2007 wurde er Ehrenprofessor des Henryk Niewodniszanski Instituts für Nuklearphysik der Polnischen Akademie der Wissenschaften. Seit 2002 ist er korrespondierendes Mitglied der Heidelberger Akademie der Wissenschaften, seit 2003 ausländisches Mitglied der Russischen Akademie der Wissenschaften, seit 2006 ordentliches Mitglied der Akademie der Wissenschaften in Hamburg (seit 2010 korrespondierendes Mitglied).
2006 wurde er mit dem Verdienstkreuz 1. Klasse des Verdienstordens der Bundesrepublik Deutschland ausgezeichnet. Der Forscher habe sich durch seine Kontakte in viele Länder um das Ansehen Deutschlands in der Welt verdient gemacht, hieß es in der Begründung. 2021 wurde ihm die Goldene Ehrennadel DESY verliehen.